# Pygopleurus distinctus
Pygopleurus distinctus es una especie de coleóptero de la familia Glaphyridae.

## Distribución geográfica
Habita en Irán y Turquía.